# Деллинг
Деллинг «Сверкающий» или «Блистающий» (др.-сканд. Dellingr) — в скандинавской мифологии — один из второстепенных асов (богов). Его имя означает «рассвет». Деллинг был последним мужем великанши Нотт (персонификация «Ночи») и отцом Дага (персонификация «Дня»). В этом факте в основном и выражается его роль в миропонимании викингов и их представлениях о космосе. Упоминается также в некоторых рунических заклинаниях как символ и синоним рассвета.
1. 1 2  Cassell's Dictionary of Norse Myth & Legend — 2002. — С. 87. — 494 с. — ISBN 0-304-36385-5